# Lastaurus crassitarsis
Lastaurus crassitarsis là một loài ruồi trong họ Asilidae. Lastaurus crassitarsis được Macquart miêu tả năm 1838.